# ميكي غال
ميكي غال (بالإنجليزية: Mickey Gall) هو ملاكم تايلندي أمريكي، ولد في 22 يناير 1992 في Green Brook Township, New Jersey ‏ في الولايات المتحدة.

## وصلات خارجية
- ميكي غال على موقع يو إف سي (الإنجليزية)
- ميكي غال على موقع شيردوغ (الإنجليزية)
- ميكي غال على موقع Tapology.com (الإنجليزية)
- ميكي غال على موقع IMDb (الإنجليزية)